# Isla Península Lanaud
La Península Lanaud es una isla marítima deshabitada de la Argentina, ubicado en el Departamento Florentino Ameghino de la Provincia del Chubut. Sus medidas máximas son 1400 metros de longitud en sentido noroeste-sudeste y 400 metros de ancho máximo. Presenta una forma alargada rectangular con el eje mayor en sentido noroeste-sudeste. Se halla en el mar Argentino, a 4 kilómetros de la costa continental.
La isla Península Lanaud forma parte de un pequeño archipiélago ubicado en el extremo norte del Golfo San Jorge, que también integran la Isla Leones o Buque (donde se encuentra el Faro Isla Leones y del cual se halla separada por un estrecho canal de 200 metros de ancho), el islote Rojo, así como otros islotes y rocas menores.
Se trata de un islote rocoso que presenta restingas en sus costas. También existen colonias de cría de cormorán imperial (Phalacrocorax atriceps) y cormorán de cuello negro (Phalacrocorax magellanicus); así como de gaviotas australes (Larus scoresbii) y cocineras (Larus dominicanus). También existe una importante colonia de nidificación de pingüinos de Magallanes (Spheniscus magellanicus), donde se han contabilizado 5.460 parejas reproductivas a fines de la década de 1990
En 2008 se creó el Parque Interjurisdiccional Marino Costero Patagonia Austral, el cual incluye la isla Península Lanaud.